# Bütgenbach

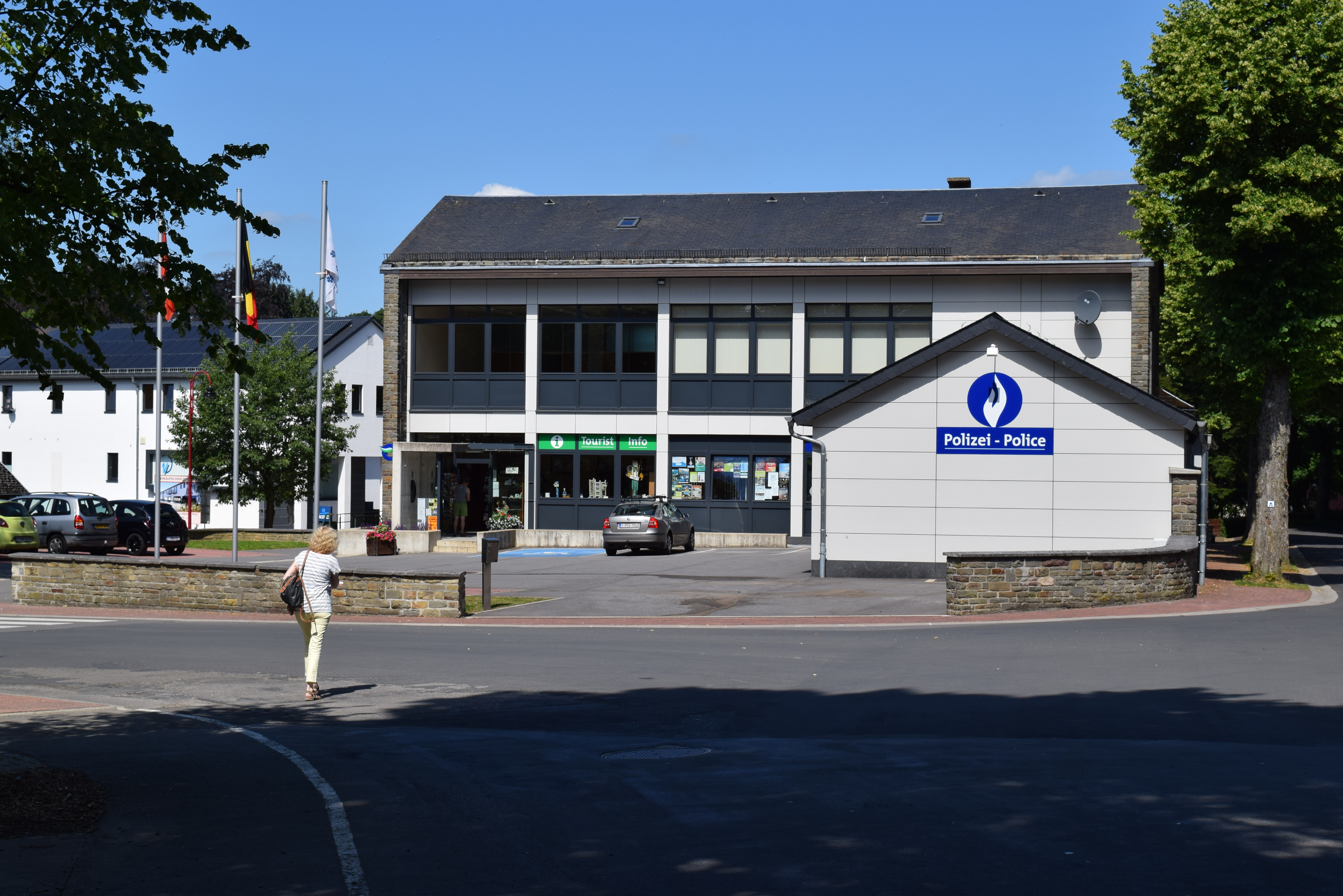
Bütgenbach – Ortszentrum (2016)

Bütgenbach ([ˈbyːtçənˌbax], Bühtchenbach; französisch Butgenbach) ist eine deutschsprachige Gemeinde in der Provinz Lüttich und eine der neun Gemeinden der Deutschsprachigen Gemeinschaft in Belgien mit einer Einwohnerzahl von 5652 (Stand 1. Januar 2024) auf einer Gesamtgemeindefläche von 97,31 Quadratkilometern. Das Dorf Bütgenbach bildet seit 1977 mit Elsenborn, Berg, Küchelscheid, Leykaul, Nidrum und Weywertz die Großgemeinde Bütgenbach.

## Geografie
Die Gemeinde Bütgenbach liegt in der belgischen Eifel, südlich des Hohen Venns. Im dünn besiedelten Norden liegen die Ortsteile Küchelscheid und Leykaul. Im Zentrum des Gemeindegebiets liegt das Dorf Elsenborn mit dem gleichnamigen Truppenübungsplatz, der rund 30 Prozent der Gemeindefläche einnimmt. Der Zentralort Bütgenbach und die Ortsteile Weywertz, Nidrum und Berg liegen im dichter besiedelten Süden, beiderseits der Warche. Dieser Nebenfluss der Amel durchfließt die 1932 errichtete Talsperre Bütgenbach, ein 1,25 km² großer See, der heute das touristische Zentrum der Region bildet.

## Geschichte
Eine erste Erwähnung erfuhr Bütgenbach unter den Karolingern im 9. Jahrhundert als Außenposten des Büllinger Hofes. Die erste urkundliche Erwähnung im Jahre 1130 findet sich in einem Verzeichnis von Abgaben an die Abtei Malmedy.
Von 1200 bis 1214 gehörte das Gebiet um Bütgenbach zum Grundbesitz der Grafen von Luxemburg und dann durch Heirat zum Herzogtum Limburg.
Die Herren von Limburg veranlassten 1237 den Bau der Burg Bütgenbach an der Nordseite der Ortschaft auf einem Felsenvorsprung am Ufer der Warche. Somit wurde Bütgenbach Mittelpunkt eines Gebietes, das als Hof Bütgenbach bezeichnet wird. Neben Bütgenbach gehörten zum Hofgebiet die Ortschaften Berg, Elsenborn, Faymonville, Nidrum, Sourbrodt und Weywertz.
1265 kam der Hof durch Erbschaft an das Haus Falkenburg, das auch die Gebiete von Monschau und später auch Sankt Vith besaß. Walram von Falkenburg bewilligte 1300 die Gründung eines Klosters De Porta Coeli (Himmelspforte) auf seinem Gut Bütgenbach. Heute noch besteht an der Straße vom Truppenübungsplatz Elsenborn nach Küchelscheid der Flurname Grünkloster, doch konnte bis heute nicht geklärt werden, ob zwischen ihm und der Klostergründung des Walram von Falkenburg ein Zusammenhang besteht.
Später ging Bütgenbach in den Besitz der Grafen von Vianden und anschließend in den des Hauses Nassau über.
1461 wurde Weywertz erstmals in der Form von Wivertz oder Wiverhus erwähnt, was so viel bedeutet wie Weiberhaus. Nach einer alten Überlieferung sollen einst drei Weiber in Weywertz gewohnt und der Siedlung ihren Namen gegeben haben. Um das Haus dieser Weiber oder Frauen soll dann im Laufe der Zeit eine ansehnliche Ortschaft entstanden sein.
1503 erhielt die Familie von Rolshausen die Burg und den Hof Bütgenbach als Lehen von den Nassauern, in deren Besitz sie bis 1786 blieben. 1575 brannte der Besitz unter Christoph von Reiffenberg teilweise nieder; sein Sohn Johann stellte ihn 1624 wieder her. 1689, während des Pfälzischen Erbfolgekrieges, wurde die Burg von Truppen des französischen Königs Ludwig XIV. zerstört.
1795, im ersten Koalitionskrieg, wurden das Hofgebiet Bütgenbach, das gesamte Herzogtum Luxemburg und linksrheinische Teile des Heiligen Römischen Reiches von französischen Revolutionstruppen annektiert (bis etwa 1815). Während der Besatzungszeit (Franzosenzeit) wurde die Burg Bütgenbach endgültig zerstört. Was von der Burg an der Warche übrig geblieben war, wurde abgetragen und beim Bau von Häusern in Bütgenbach verwendet.
Auf dem Wiener Kongress (1814–1815) wurden die Grenzen Europas neu gezogen. Bütgenbach gehörte fortan zur Rheinprovinz Preußen.
1893 legte Preußen bei Elsenborn den Truppenübungsplatz Elsenborn mit Eisenbahnanbindung an. Er wurde nach dem Ersten Weltkrieg von der britischen, ab 1920 von der belgischen Armee übernommen.

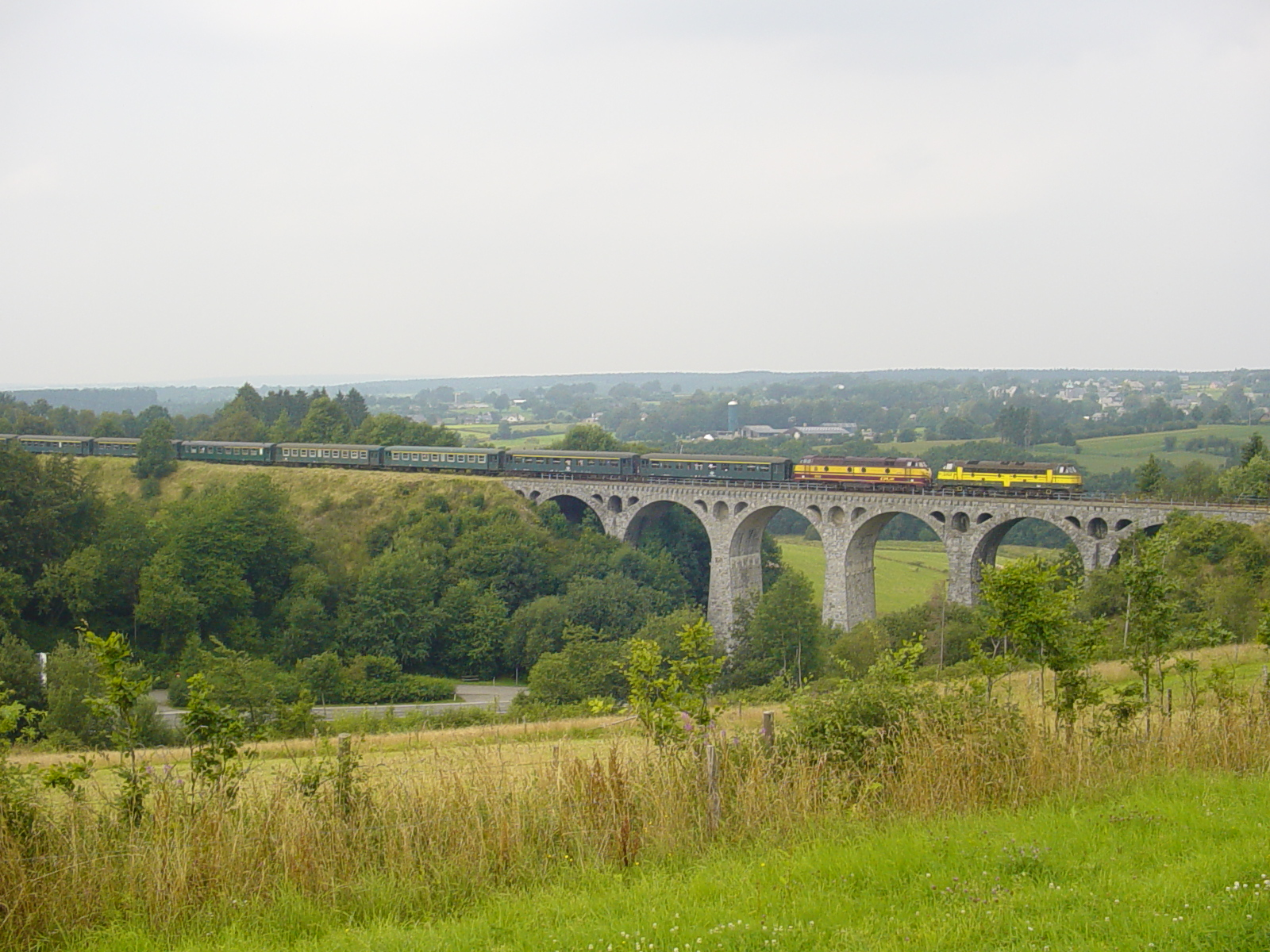
Vennquerbahn-Brücke in Bütgenbach

1912 entstand die Bahnstrecke Jünkerath-Weywertz. Bütgenbach erhielt einen Bahnhof und somit Anschluss an das europäische Bahnstreckennetz.
1920 kamen die Kreise Eupen und Malmedy (mit Sankt Vith) in Folge des Versailler Vertrags an das Königreich Belgien. Zum 1. Januar 1922 trat die belgische Gesetzgebung für diesen Raum in Kraft.
1920 wurde das Gebiet Bütgenbach auf vier Gemeinden aufgeteilt:
- Bütgenbach,
- Elsenborn,
- Faymonville und
- Robertville

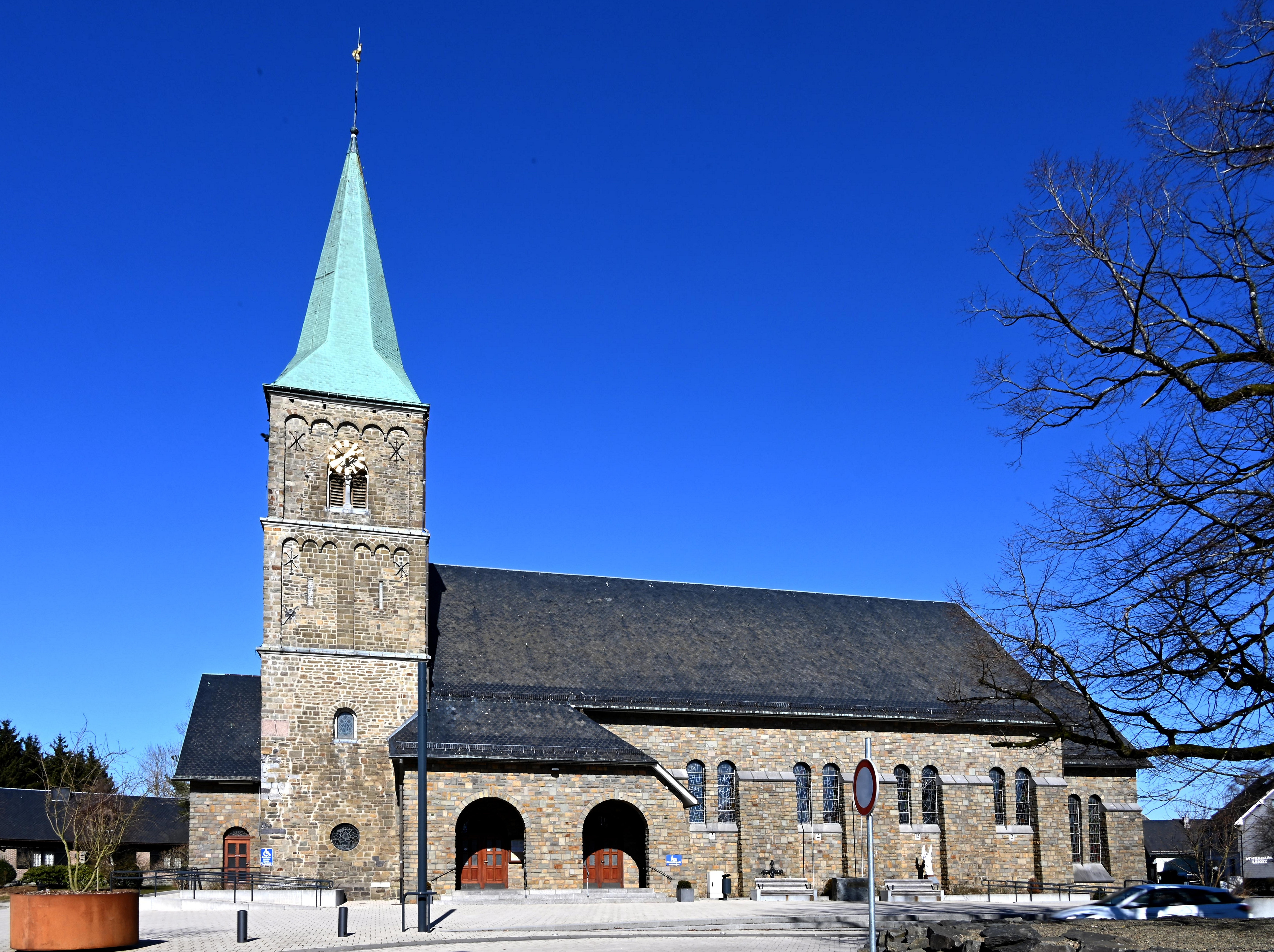
Pfarrkirche in Weywertz (OT von Bütgenbach)

Das gesamte Gebiet Ostbelgiens wurde bis 1925 unter die Verwaltung des von der belgischen Regierung eingesetzten Hochkommissars General Herman Baltia gestellt.
1925 wurde Ostbelgien in den belgischen Staatsverband eingegliedert.
Im Mai 1940 (Westfeldzug) eroberte die Wehrmacht die Benelux-Staaten. Am Morgen des 10. Mai sprengten belgische Einheiten zahlreiche hierfür vorbereitete Brücken und lösten andere Hindernisse und Straßensperren aus. Eine einzige Brücke – bei Bütgenbach – konnte von einem Vorauskommando der Wehrmacht unzerstört erobert und gehalten werden. Das Gebiet Bütgenbach mit Eupen–Malmedy wurde vom Deutschen Reich annektiert (1942 wurden die dortigen Männer zum Kriegsdienst eingezogen). Ab 9. September 1944 wurde Bütgenbach von US-Truppen befreit. Während der Ardennenoffensive (16. Dezember 1944 bis Januar 1945) bezog General Eisenhower dort für einige Tage Quartier. Bei Bütgenbach fielen 458 Soldaten der 1. US-Infanteriedivision. Nach Kriegsende wurde das Gebiet wieder unter belgische Hoheit gestellt.
Letztmals regelte der Deutsch-Belgische Grenzvertrag von 1956 (siehe hier) unter anderem die Rückgabe bestimmter Teilgebiete auf dem Gemeindegebiet zwischen Belgien und Deutschland. Dies erfolgte am 28. August 1958 (BGBl. II S. 262).
Seit den Gemeindefusionen im Jahr 1977 umfasst die Gemeinde Bütgenbach die Ortschaften Berg, Bütgenbach, Elsenborn, Küchelscheid, Leykaul, Nidrum und Weywertz.

## Sehenswürdigkeiten

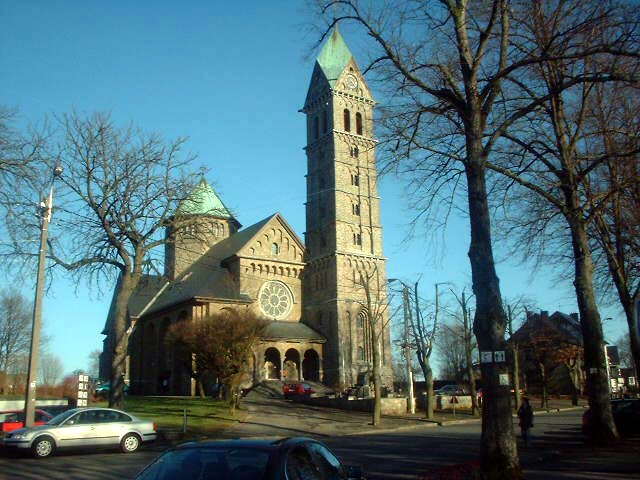
Pfarrkirche St. Stephanus in Bütgenbach

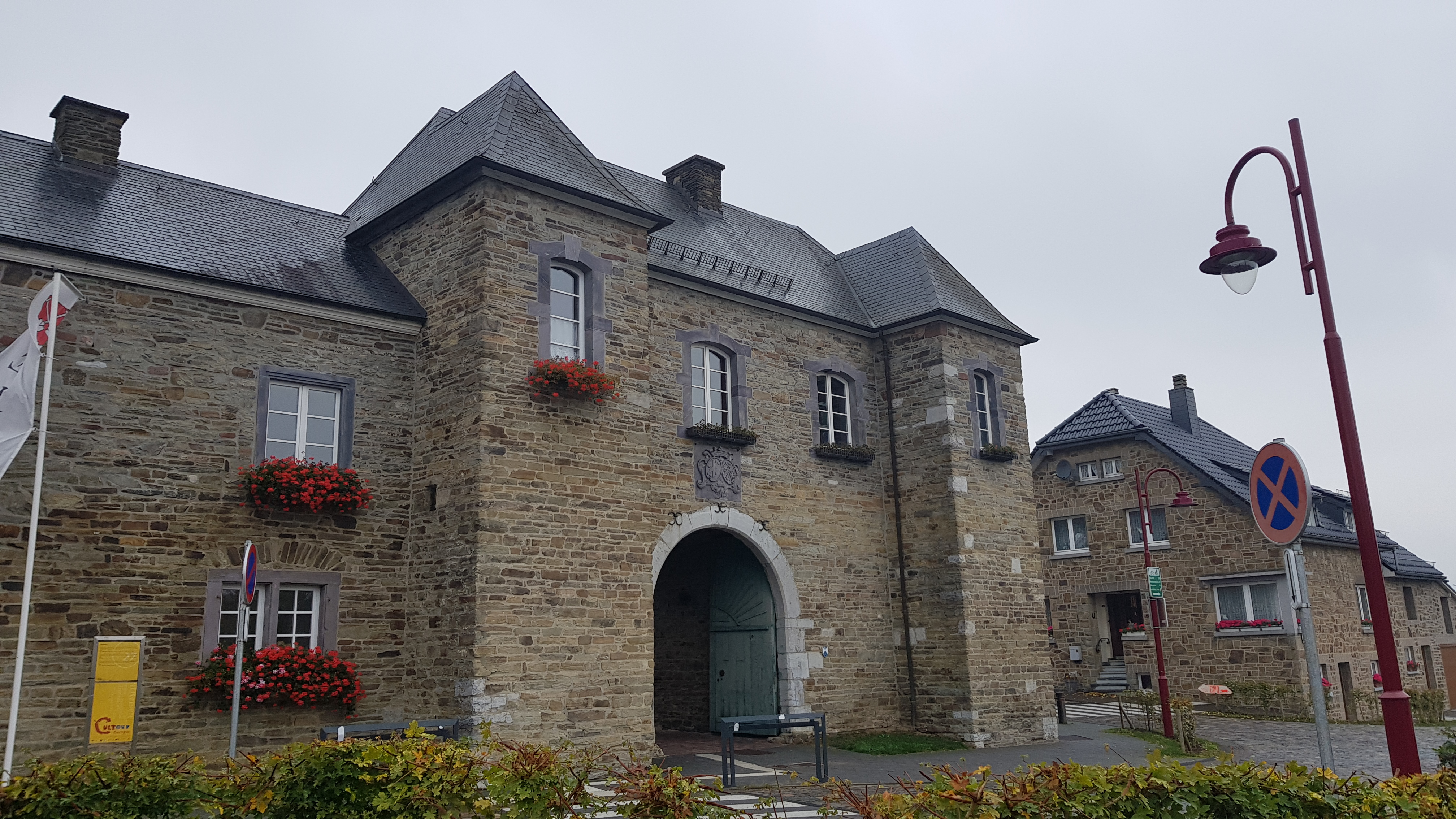
Hof Bütgenbach

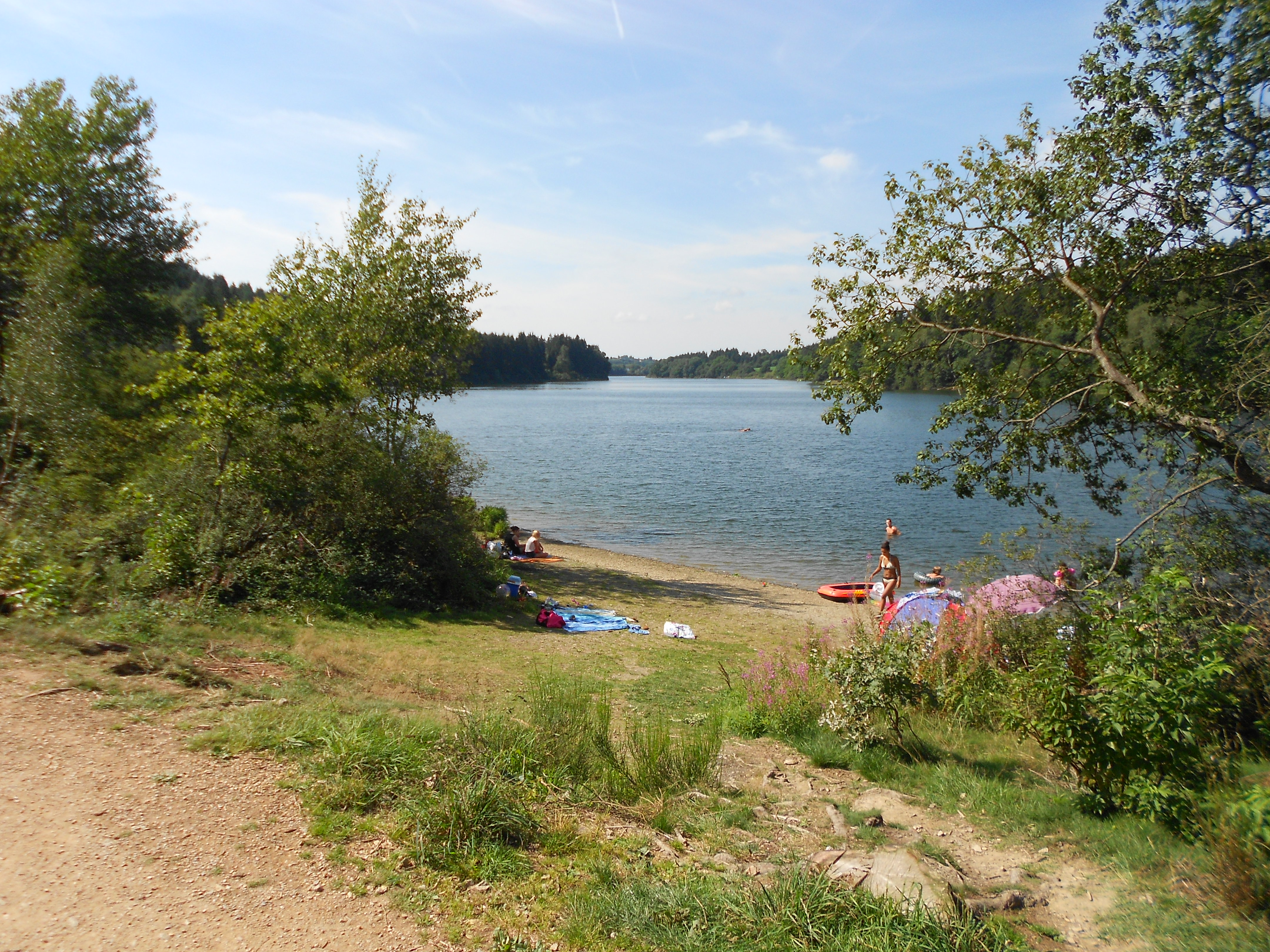
Bütgenbach am Stausee der Warche

- Die Bütgenbacher Talsperre mit der Sportinfrastruktur Worriken.
- Der Hof Bütgenbach, vierflügelige geschlossene Hofanlage aus dem 15. Jahrhundert
- Die Pfarrkirche zum Heiligen Stefanus in Bütgenbach, die 1932[5] eingeweiht wurde, der Architekt war Henri Cunibert.
- Die wilden Narzissenwiesen entlang des Warche- und des Holzwarchetales.
- Die Wanderpfade um den See, durch Täler und Wälder.
- Die Pfarrkirche zum Heiligen Michael in Weywertz, die 1959 eingeweiht wurde.
- Das Hohe Venn.
- Herba Sana (2 ha didaktischer Kräutergarten)

Die Bahntrasse der ehemaligen Vennquerbahn ist zu einem Wander- und Radverkehrsweg ausgebaut (RAVeL-Netz-Linie 45a Waimes-Jünkerath), mit Anschluss sowohl in Weywertz an die Vennbahnstrecke als auch in Jünkerath an das deutsche Radwegenetz.

## Medien
Im Elsenborner Kulturzentrum Herzebösch ist das regionale Studio des Hörfunksenders Radio 700 beheimatet. Er ist in den Gemeinden Bütgenbach, Büllingen, Amel und den Gemeinden auf der Frequenz 90,1 MHz sowie in Burg-Reuland und St. Vith auf UKW 101,7 MHz zu empfangen.

## Wirtschaft
Neben dem Tourismus und der Gastronomie sorgen sowohl die lokalen Handwerksbetriebe und einer der Hauptstandorte der Faymonville Gruppe als auch das militärische Übungsgelände Elsenborn und die dort übenden Truppen für lukrative Arbeitsplätze.
Der wallonische Raumordnungsminister André Antoine (CDH) hat die Durchführung privater Munitionstests durch MECAR auf dem Truppenübungsplatz Elsenborn per Erlass vom 5. Juni 2008 untersagt. Es waren gesundheitliche Gefahren und eine Verschmutzung des Trinkwassers befürchtet worden, auch verbunden mit einem Rückgang im Tourismusgeschäft.
Am 20. Mai 2011 gab der Staatsrat eine Globalgenehmigung für Munitionstests in Elsenborn, er folgte hiermit den Argumenten der Rüstungsfirma Mecar. Die Bürgerinitiative „Stop Mecar“ soll wieder reaktiviert werden.

## Persönlichkeiten
- Johann Weynand (1923–1997), Politiker und erster Präsident des Rats der deutschen Kulturgemeinschaft
- Basilius Doppelfeld (1943–2013), deutscher Benediktinerpater
- Bernd Gentges (* 1943), Politiker
- Gregor Freches (* 1962), Politiker
- Wolfgang Reuter (* 1969), Politiker, Mitglied im Parlament der Deutschsprachigen Gemeinschaft